# Cap Olioutorski
Le cap Olioutorski en russe : Мыс Олюторский, mys Olioutorski) est un cap situé dans le raïon Olioutorski à l'extrémité de la péninsule Olioutorski, au nord-est de la péninsule du Kamtchatka, dans l'Extrême-Orient russe. Le cap Olioutorski, et la péninsule du même nom, délimitent la baie d'Olioutorski (au nord).
Il a été nommé d'après les Alioutors, un groupe ethnique local. Les Kéreks, un peuple de chasseurs implantés le long des rives de la mer de Béring, vivaient entre le cap Olioutorski et le golfe d'Anadyr.[réf. nécessaire]